# ادامو، جیمینا لیپنیک
ادامو، جیمینا لیپنیک (به لاتین: Adamów, Gmina Lipnik) در لهستان است که در Gmina Lipnik واقع شده‌است.

## خصوصیات
ادامو ۸۰ نفر جمعیت دارد.